# Adrian Rollini
Adrian Rollini (Nueva York, 28 de junio de 1904 - Homestead, de Florida, 15 de mayo de 1956) fue un músico estadounidense de jazz, saxofonista, pianista, vibrafonista, xilofonista, baterista y compositor. 

## Historial
Adrian fue un niño prodigio del piano, y ya daba conciertos de Chopin en el Waldorf Astoria de Nueva York a los 4 años de edad. A los 14, organiza su primera banda de jazz profesional. A partir de 1924 toca regularmente con los California Ramblers, un grupo muy popular en la época y en los que, entre 1922 y 1934, tocarán muchos músicos relevantes: Red Nichols, Tommy Dorsey, Glenn Miller, Bobby Davis... grabando en este periodo un gran número de registros. Con ellos, por primera vez, Rollini adopta el saxo bajo, el más grave de la familia de los saxofones y un instrumento particularmente difícil de ejecución, que sin embargo Rollini domina en muy poco tiempo. Se dedicará casi exclusivamente a este instrumento hasta comienzo de los años 1930.
Entre 1927 y 1929, permanece en Londres, con la banda del pianista Fred Elizalde. En 1930 vuelve a Nueva York y se incorpora a la orquesta de Bert Lown (1903 - 1962), aunque un año después regresa nuevamente a los California Ramblers. Tras la disolución de éstos, Rollini funda su propio club de jazz, y retoma el vibráfono, grabando numerosos discos con grupos reducidos, para Decca, RCA y otros sellos. A comienzo de los años 1950, se traslada a California, donde abre un nuevo local, permaneciendo en él hasta su fallecimiento, debido a una neumonía.
Como vibrafonista, Rollini tiene un toque delicado, con un swing ligero y repleto de ideas, aunque carece de la fuerza de un Lionel Hampton. El saxo bajo, instrumento difícil que otros músicos contemporáneos, como Coleman Hawkins, utilizaban sólo como acompañamiento rítmico, fue convertido por Rollini en un verdadero solista, miembro de derecho de la sección melódica de maderas.